# 田沼街道
田沼街道（たぬまかいどう）は東海道の藤枝宿と相良城を結ぶ約7里（約28 km）の街道。別名、相良街道。藤枝宿から西島で大井川を渡り、対岸の高島から吉田・榛原（はいばら）を通り、相良城下までの道筋である。当時、大井川を渡河するには、徳川幕府によって東海道の島田・金谷の渡しのほかは許されておらず、大井川を渡ることができた田沼街道は地元の人々から重宝されていた。現在は主に藤枝市内においては静岡県道33号藤枝大井川線が田沼街道と呼ばれている。

## 歴史

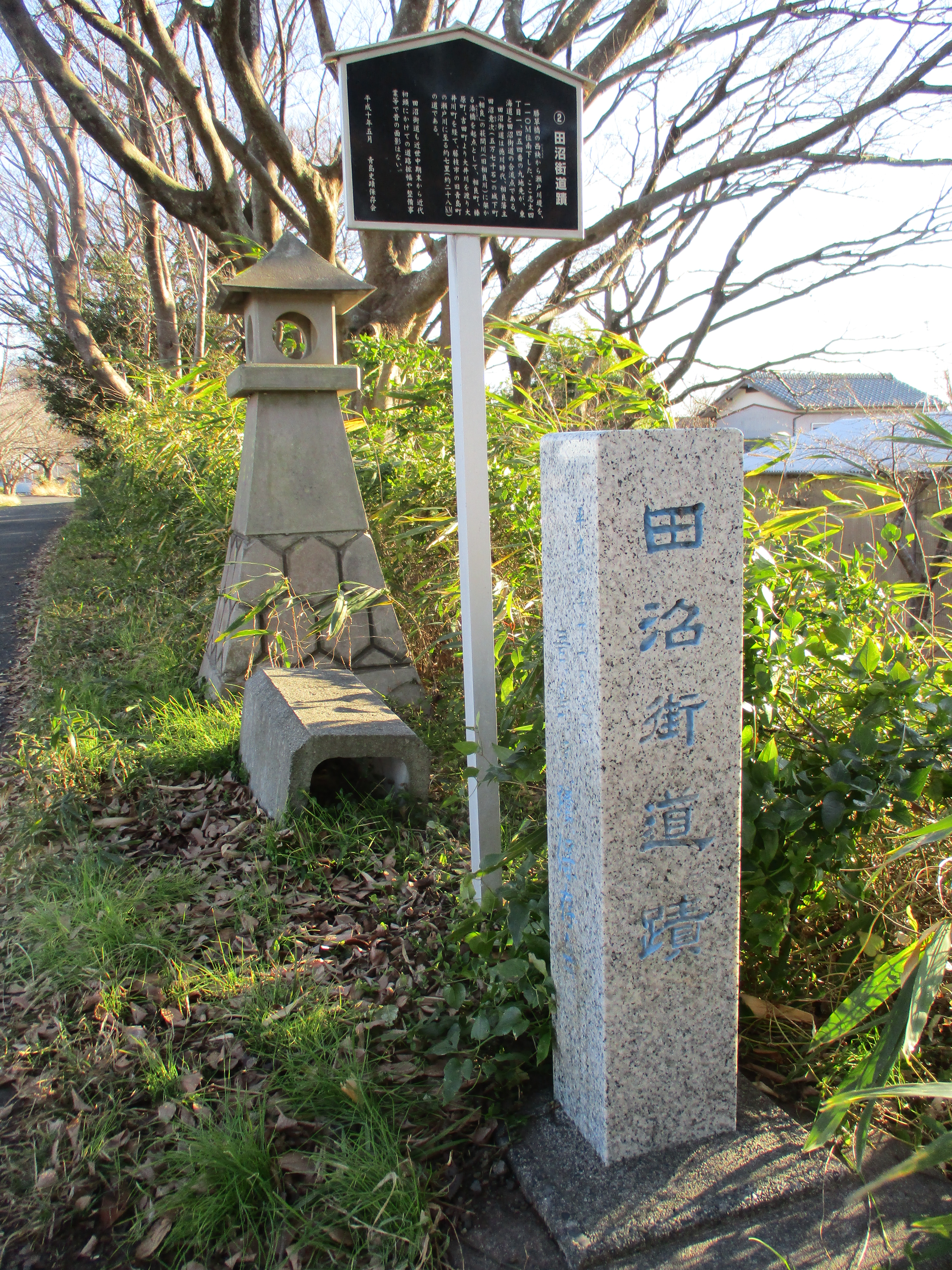
田沼街道と旧東海道の合流地点と目される場所には石碑がある

静岡県牧之原市相良（さがら）は、江戸時代に田沼意次が藩主となって治めたところで、江戸時代中期、相良城の築城を命じられて城主となった意次により、相良城から東海道藤枝宿まで、かねてよりあった既存の下街道や浜街道をもとに拡幅改修して整備された。道自体は意次が治める以前のかなり古い時代から存在していたが、田沼街道とよばれたゆえんは、沿道の人々がこの道を意次がつくった道だと思い込み信じられていたことによる。
当時、意次は将軍直属で幕府最高職の老中であり、将軍庇護のもとで権勢を振るっていたため、大井川の渡河が許されていた島田宿と金谷宿の間を結ぶ大井川の渡し以外の場所でも川を渡ることのできた街道であった。意次は参勤交代をしない定府大名であったため、自らの名前がついた街道を自身が通ったのは生涯でただの一度きりで、国元である相良と江戸を2度往復したにとどまり、そのうち2度目の復路の1回しかこの道を通らなかった。程なく意次は失脚するが、街道沿いに静岡県川崎町（現・牧之原市）などが発展した。明治時代になって次第にさびれ、現在では大鐘家の門前の道路や、法京と大江にわずかながら当時の跡を残すのみである。大正から昭和にかけて存在した静岡鉄道駿遠線（うち藤相鉄道であった区間）は当街道とほぼ並行していた。